# Ischiolepta crenata
Ischiolepta crenata är en tvåvingeart som först beskrevs av Johann Wilhelm Meigen 1838.  Ischiolepta crenata ingår i släktet Ischiolepta och familjen hoppflugor. Arten är reproducerande i Sverige. Inga underarter finns listade i Catalogue of Life.